# NGC 3570
NGC 3570 este o galaxie lenticulară situată în constelația Leul. A fost descoperită în 15 martie 1877 de către Édouard Stephan⁠(d).